# Dialeticidade
No Brasil, o princípio da dialeticidade, que norteia o recebimento/conhecimento dos recursos impõe à parte recorrente impugnar todos os fundamentos que justificariam a manutenção da sentença ou acórdão recorrido, mostrando serem insustentáveis, sob pena de tornar rígido o julgado objeto do recurso, por ausente demonstração do interesse recursal (que não basta existir,  precisa ser demonstrado ao juízo ad quem). Deste modo, tanto as formulações  (afirmativas e negativas) genéricas, como a mera transcrição da inicial (pelo autor) ou da defesa (pelo réu) ou, ainda, de laudo pericial ou de parecer do Ministério Público, quanto a omissão em demonstrar em que pontos a decisão conteria erros de julgamento em confronto com a lei ou com a prova dos autos, implicam a não demonstração do interesse recursal, rectius não conhecimento do apelo, por ofensa ao princípio da dialeticidade. Verificada a incongruência da peça recursal com a decisão, quiçá pela utilização de arquivo alusivo a outro processo, forçoso o não conhecimento do apelo, na parte esgrimida inespecificamente.